# Olympische Sommerspiele 1908/Teilnehmer (Vereinigte Staaten)
| Gelbes Symbol für Goldmedaillen mit stilisierten Olympischen Ringen | Graues Symbol für Silbermedaillen mit stilisierten Olympischen Ringen | Braundes Symbol für Bronzemedaillen mit stilisierten Olympischen Ringen |
| ------------------------------------------------------------------- | --------------------------------------------------------------------- | ----------------------------------------------------------------------- |
| 23                                                                  | 12                                                                    | 12                                                                      |

Die Vereinigten Staaten nahmen an den Olympischen Sommerspielen 1908 in London, Großbritannien, mit 122 Sportlern teil. Dabei konnten die Athleten 23 Gold-, 12 Silber- und 12 Bronzemedaillen gewinnen.

## Medaillengewinner

### Olympiasieger
| Name                                                                                       | Sportart       | Wettkampf                      |
| ------------------------------------------------------------------------------------------ | -------------- | ------------------------------ |
| Jay Gould II                                                                               | Jeu de Paume   | Männer                         |
| Charles Bacon                                                                              | Leichtathletik | 400 m Hürden                   |
| Edward Cook                                                                                | Leichtathletik | Stabhochsprung                 |
| Ray Ewry                                                                                   | Leichtathletik | Hochsprung                     |
| Ray Ewry                                                                                   | Leichtathletik | Weitsprung                     |
| John Flanagan                                                                              | Leichtathletik | Hammerwurf                     |
| A. C. Gilbert                                                                              | Leichtathletik | Stabhochsprung                 |
| Johnny Hayes                                                                               | Leichtathletik | Marathon                       |
| Frank Irons                                                                                | Leichtathletik | Weitsprung                     |
| Harry Porter                                                                               | Leichtathletik | Hochsprung                     |
| Ralph Rose                                                                                 | Leichtathletik | Kugelstoßen                    |
| Mel Sheppard                                                                               | Leichtathletik | 800 m                          |
| Mel Sheppard                                                                               | Leichtathletik | 1500 m                         |
| Martin Sheridan                                                                            | Leichtathletik | Diskuswurf (freier Stil)       |
| Martin Sheridan                                                                            | Leichtathletik | Diskuswurf (griechischer Stil) |
| Forrest Smithson                                                                           | Leichtathletik | 110 m Hürden                   |
| William Hamilton Nate Cartmell John Taylor Mel Sheppard                                    | Leichtathletik | Olympische Staffel             |
| George Dole                                                                                | Ringen         | Federgewicht Freistil          |
| George Mehnert                                                                             | Ringen         | Bantamgewicht Freistil         |
| Walter Winans                                                                              | Schießen       | Laufender Hirsch Doppelschuss  |
| William Leushner William Martin Charles Winder Kellogg Casey Ivan Eastman Charles Benedict | Schießen       | Armeegewehr Mannschaft         |
| James Gorman Irving Calkins John Dietz Charles Axtell                                      | Schießen       | Schnellfeuerpistole Mannschaft |
| Charlie Daniels                                                                            | Schwimmen      | 100 m Freistil                 |

### Zweiter
| Name                                    | Sportart       | Wettkampf                         |
| --------------------------------------- | -------------- | --------------------------------- |
| John Biller                             | Leichtathletik | Standhochsprung                   |
| Bobby Cloughen                          | Leichtathletik | 200 m                             |
| John Garrels                            | Leichtathletik | 110 m Hürden                      |
| Merritt Giffin                          | Leichtathletik | Diskuswurf (freier Stil)          |
| Harry Hillman                           | Leichtathletik | 400 m Hürden                      |
| Bill Horr                               | Leichtathletik | Diskuswurf (griechischer Stil)    |
| Daniel Kelly                            | Leichtathletik | Weitsprung                        |
| Matt McGrath                            | Leichtathletik | Hammerwurf                        |
| James Rector                            | Leichtathletik | 100 m                             |
| John Eisele George Bonhag Herbert Trube | Leichtathletik | 3-Meilen-Mannschaftslauf (4828 m) |
| Kellogg Casey                           | Schießen       | Armeegewehr                       |
| Harry Simon                             | Schießen       | Freies Gewehr Dreistellungskampf  |

### Dritter
| Name                                                 | Sportart       | Wettkampf                |
| ---------------------------------------------------- | -------------- | ------------------------ |
| Henry Richardson                                     | Bogenschießen  | York Round               |
| Nate Cartmell                                        | Leichtathletik | 200 m                    |
| John Eisele                                          | Leichtathletik | 3200 m Hindernis         |
| Joseph Forshaw                                       | Leichtathletik | Marathon                 |
| John Garrels                                         | Leichtathletik | Kugelstoßen              |
| Bill Horr                                            | Leichtathletik | Diskuswurf (freier Stil) |
| Charles Jacobs                                       | Leichtathletik | Stabhochsprung           |
| Arthur Shaw                                          | Leichtathletik | 110 m Hürden             |
| Martin Sheridan                                      | Leichtathletik | Standweitsprung          |
| James Gorman                                         | Sportschießen  | Revolver und Pistole     |
| Harry Hebner Leo Goodwin Charles Daniels Leslie Rich | Schwimmen      | 4 × 200 m Freistil       |
| George Gaidzik                                       | Wasserspringen | Kunstspringen            |

## Teilnehmer nach Sportarten

### Bogenschießen
| Disziplin         | Platz   | Athlet           | Punkte |
| ----------------- | ------- | ---------------- | ------ |
| Männer            |         |                  |        |
| York Round        | Dritter | Henry Richardson | 760    |
| Continental Round | 15.     | Henry Richardson | 171    |

### Eiskunstlauf
| Disziplin | Platz    | Athlet        | Punkte |
| --------- | -------- | ------------- | ------ |
| Männer    |          |               |        |
| Männer    | Sechster | Irving Brokaw | 232,0  |

### Jeu de Paume
| Disziplin | Platz         | Athlet        | Achtelfinale                     | Viertelfinale                  | Halbfinale                  | Finale Spiel um Platz 3      |
| --------- | ------------- | ------------- | -------------------------------- | ------------------------------ | --------------------------- | ---------------------------- |
| Männer    |               |               |                                  |                                |                             |                              |
| Männer    | Olympiasieger | Jay Gould II  | Freilos                          | Besiegte Pennell 6-3, 6-3, 6-2 | Besiegte Page 6-1, 6-0, 6-0 | Besiegte Miles 6-5, 6-4, 6-4 |
| Männer    | Neunter       | Charles Sands | Verlor gegen Miles 6-3, 6-3, 6-3 | nicht erreicht                 | nicht erreicht              | nicht erreicht               |

### Leichtathletik
| Disziplin                         | Platz            | Athlet(en)                                              | Vorrunde                               | Halbfinale                              | Finale                              |
| --------------------------------- | ---------------- | ------------------------------------------------------- | -------------------------------------- | --------------------------------------- | ----------------------------------- |
| Männer                            |                  |                                                         |                                        |                                         |                                     |
| 100 m                             | Zweiter          | James Rector                                            | 10,8 s (=OR) Erster, 15. Vorlauf       | 10,8 s (=OR) Erster, drittes Halbfinale | 10,8 s (=OR)                        |
| 100 m                             | Vierter          | Nathaniel Cartmell                                      | 11,0 s Erster, dritter Vorlauf         | 11,2 s Erster, viertes Halbfinale       | 11,0 s                              |
| 100 m                             | Halbfinalist     | William W. May                                          | 11,2 s Erster, sechster Vorlauf        | 11,0 s Zweiter, erstes Halbfinale       | nicht erreicht                      |
| 100 m                             | Halbfinalist     | Harold Huff                                             | 11,4 s Erster, zwölfter Vorlauf        | 11,1 s Zweiter, drittes Halbfinale      | nicht erreicht                      |
| 100 m                             | Halbfinalist     | Lawson Robertson                                        | 11,4 s Erster, 13. Vorlauf             | 11,2 s Zweiter, viertes Halbfinale      | nicht erreicht                      |
| 100 m                             | Halbfinalist     | Nathaniel Sherman                                       | 11,2 s Erster, 14. Vorlauf             | 11,3 s Zweiter, zweites Halbfinale      | nicht erreicht                      |
| 100 m                             | Halbfinalist     | Lester Stevens                                          | 11,2 s Erster, achter Vorlauf          | k. A. Vierter, erstes Halbfinale        | nicht erreicht                      |
| 100 m                             | Halbfinalist     | Robert Cloughen                                         | 11,0 s Erster, fünfter Vorlauf         | DNS —, erstes Halbfinale                | nicht erreicht                      |
| 100 m                             | Halbfinalist     | William Hamilton                                        | 11,2 s Erster, elfter Vorlauf          | DNS —, zweites Halbfinale               | nicht erreicht                      |
| 100 m                             | Vorläufe         | Edgar Kiralfy                                           | k. A. Vierter/Fünfter, vierter Vorlauf | nicht erreicht                          | nicht erreicht                      |
| 200 m                             | Zweiter          | Robert Cloughen                                         | 23,4 s Erster, achter Vorlauf          | 22,6 s Erster, drittes Halbfinale       | 22,6 s                              |
| 200 m                             | Dritter          | Nate Cartmell                                           | 23,0 s Erster, vierter Vorlauf         | 22,6 s Erster, zweites Halbfinale       | 22,7 s                              |
| 200 m                             | Halbfinalist     | William Hamilton                                        | 22,4 s Erster, zehnter Vorlauf         | k. A. Zweiter, erstes Halbfinale        | nicht erreicht                      |
| 200 m                             | Halbfinalist     | Nathaniel Sherman                                       | 22,8 s Erster, zwölfter Vorlauf        | k. A. Zweiter, zweites Halbfinale       | nicht erreicht                      |
| 200 m                             | Halbfinalist     | Harold Huff                                             | 22,8 s Erster, zweiter Vorlauf         | k. A. Dritter, zweites Halbfinale       | nicht erreicht                      |
| 200 m                             | Vorläufe         | Lawson Robertson                                        | k. A. Zweiter, dritter Vorlauf         | nicht erreicht                          | nicht erreicht                      |
| 200 m                             | Vorläufe         | William W. May                                          | k. A. Zweiter, elfter Vorlauf          | nicht erreicht                          | nicht erreicht                      |
| 400 m                             | Finalisten       | John Taylor                                             | 50,8 s Erster, vierter Vorlauf         | 49,8 s Erster, drittes Halbfinale       | DNS                                 |
| 400 m                             | Finalisten       | William Robbins                                         | 50,4 s Erster, siebter Vorlauf         | 49,0 s Erster, viertes Halbfinale       | DNS                                 |
| 400 m                             | Finalisten       | John Carpenter                                          | 49,8 s Erster, 14. Vorlauf             | 49,4 s Erster, erstes Halbfinale        | DSQ                                 |
| 400 m                             | Halbfinalist     | Horace Ramey                                            | 51,0 s Erster, neunter Vorlauf         | k. A. Zweiter, drittes Halbfinale       | nicht erreicht                      |
| 400 m                             | Halbfinalist     | Ned Merriam                                             | 52,2 s Erster, 13. Vorlauf             | k. A. Dritter, erstes Halbfinale        | nicht erreicht                      |
| 400 m                             | Halbfinalist     | John Atlee                                              | 50,4 s Erster, elfter Vorlauf          | k. A. Dritter, viertes Halbfinale       | nicht erreicht                      |
| 400 m                             | Halbfinalist     | William C. Prout                                        | 50,4 s Erster, achter Vorlauf          | k. A. Vierter, zweites Halbfinale       | nicht erreicht                      |
| 400 m                             | Vorläufe         | Paul Pilgrim                                            | k. A. Zweiter, erster Vorlauf          | nicht erreicht                          | nicht erreicht                      |
| 400 m                             | Vorläufe         | Frederick de Selding                                    | k. A. Zweiter, 15. Vorlauf             | nicht erreicht                          | nicht erreicht                      |
| 800 m                             | Olympiasieger    | Mel Sheppard                                            | nicht ausgetragen                      | 1:58,0 Erster, zweites Halbfinale       | 1:52,8 (OR)                         |
| 800 m                             | Sechster         | John Halstead                                           | nicht ausgetragen                      | 2:01,4 Erster, drittes Halbfinale       | k. A.                               |
| 800 m                             | Siebter-Achter   | Clarke Beard                                            | nicht ausgetragen                      | 1:59,2 Erster, fünftes Halbfinale       | DNF                                 |
| 800 m                             | Halbfinalist     | Harry Coe                                               | nicht ausgetragen                      | k. A. Zweiter, viertes Halbfinale       | nicht erreicht                      |
| 800 m                             | Halbfinalist     | Joseph Bromilow                                         | nicht ausgetragen                      | k. A. Zweiter, siebtes Halbfinale       | nicht erreicht                      |
| 800 m                             | Halbfinalist     | Lloyd Jones                                             | nicht ausgetragen                      | k. A. Dritter, viertes Halbfinale       | nicht erreicht                      |
| 800 m                             | Halbfinalist     | Francis Sheehan                                         | nicht ausgetragen                      | k. A. Dritter, achtes Halbfinale        | nicht erreicht                      |
| 800 m                             | Halbfinalist     | James Lightbody                                         | nicht ausgetragen                      | k. A. Vierter, erstes Halbfinale        | nicht erreicht                      |
| 800 m                             | —                | Charles French                                          | nicht ausgetragen                      | DNF —, fünftes Halbfinale               | nicht erreicht                      |
| 800 m                             | —                | Horace Ramey                                            | nicht ausgetragen                      | DNF —, siebtes Halbfinale               | nicht erreicht                      |
| 1500 m                            | Olympiasieger    | Mel Sheppard                                            | nicht ausgetragen                      | 4:05,0 (OR) Erster, zweites Halbfinale  | 4:03,4 (=OR)                        |
| 1500 m                            | Siebter-Achter   | James Sullivan                                          | nicht ausgetragen                      | 4:07,6 Erster, erstes Halbfinale        | DNF                                 |
| 1500 m                            | Halbfinalist     | James Lightbody                                         | nicht ausgetragen                      | k. A. Zweiter, erstes Halbfinale        | nicht erreicht                      |
| 1500 m                            | Halbfinalist     | John Halstead                                           | nicht ausgetragen                      | k. A. Zweiter, zweites Halbfinale       | nicht erreicht                      |
| 1500 m                            | Halbfinalist     | Harry Coe                                               | nicht ausgetragen                      | k. A. Zweiter, viertes Halbfinale       | nicht erreicht                      |
| 1500 m                            | —                | Frank Riley                                             | nicht ausgetragen                      | DNF —, drittes Halbfinale               | nicht erreicht                      |
| 110 m Hürden                      | Olympiasieger    | Forrest Smithson                                        | 15,8 s Erster, zehnter Vorlauf         | 15,4 s (OR) Erster, zweites Halbfinale  | 15,0 s (WR)                         |
| 110 m Hürden                      | Zweiter          | John Garrels                                            | 16,2 s Erster, Vorlauf                 | 15,8 s Erster, viertes Halbfinale       | 15,7 s                              |
| 110 m Hürden                      | Dritter          | Arthur Shaw                                             | Freilos                                | 15,6 s Erster, erstes Halbfinale        | 15,8 s                              |
| 110 m Hürden                      | Vierter          | William Rand                                            | 15,8 s Erster, fünfter Vorlauf         | 15,8 s Erster, drittes Halbfinale       | 16,0 s                              |
| 110 m Hürden                      | Halbfinalist     | Leonard Howe                                            | 15,8 s Erster, 13. Vorlauf             | k. A. Dritter, zweites Halbfinale       | nicht erreicht                      |
| 400 m Hürden                      | Olympiasieger    | Charles Bacon                                           | 57,0 s (OR) Erster, dritter Vorlauf    | 58,8 s Erster, zweites Halbfinale       | 55,0 s (OR)                         |
| 400 m Hürden                      | Zweiter          | Harry Hillman                                           | 59,2 s Erster, sechster Vorlauf        | 56,4 s (OR) Erster, erstes Halbfinale   | 55,3 s                              |
| 400 m Hürden                      | Halbfinalist     | Harry Coe                                               | 58,8 s Erster, zweiter Vorlauf         | k. A. Zweiter, zweites Halbfinale       | nicht erreicht                      |
| 3200 m Hindernis                  | Olympiasieger    | John Eisele                                             | nicht ausgetragen                      | 11:13,6 Erster, zweites Halbfinale      | 11:00,8                             |
| 3200 m Hindernis                  | Halbfinalist     | Gayle Dull                                              | nicht ausgetragen                      | k. A. Zweiter, viertes Halbfinale       | nicht erreicht                      |
| 3200 m Hindernis                  | Halbfinalist     | James Lightbody                                         | nicht ausgetragen                      | k. A. Zweiter, sechstes Halbfinale      | nicht erreicht                      |
| 3200 m Hindernis                  | Halbfinalist     | Roger Spitzer                                           | nicht ausgetragen                      | k. A. Dritter, fünftes Halbfinale       | nicht erreicht                      |
| 3200 m Hindernis                  | Halbfinalist     | Charles Hall                                            | nicht ausgetragen                      | k. A. Vierter, fünftes Halbfinale       | nicht erreicht                      |
| 3200 m Hindernis                  | —                | Edward Carr                                             | nicht ausgetragen                      | DNF —, erstes Halbfinale                | nicht erreicht                      |
| 3200 m Hindernis                  | —                | George Bonhag                                           | nicht ausgetragen                      | DNF —, viertes Halbfinale               | nicht erreicht                      |
| Olympische Staffel                | Olympiasieger    | William Hamilton Nate Cartmell John Taylor Mel Sheppard | nicht ausgetragen                      | 3:27,2 Erster, drittes Halbfinale       | 3:29,4                              |
| 3-Meilen-Mannschaftslauf (4828 m) | Zweiter          | John Eisele                                             | nicht ausgetragen                      | 14:55,0 2 Punkte, Mannschaft=10         | 14:41,8 4 Punkte, Mannschaft=19     |
| 3-Meilen-Mannschaftslauf (4828 m) | Zweiter          | George Bonhag                                           | nicht ausgetragen                      | 14:56,4 5 Punkte, Mannschaft=10         | 15:05,0 6 Punkte, Mannschaft=19     |
| 3-Meilen-Mannschaftslauf (4828 m) | Zweiter          | Herbert Trube                                           | nicht ausgetragen                      | 14:55,0 3 Punkte, Mannschaft=10         | 15:11,0 9 Punkte, Mannschaft=19     |
| 3-Meilen-Mannschaftslauf (4828 m) | Kein Platz       | Gayle Dull                                              | nicht ausgetragen                      | 15:37,4 Keine Punkte, Mannschaft=10     | 15:27,0 Keine Punkte, Mannschaft=19 |
| 3-Meilen-Mannschaftslauf (4828 m) | Kein Platz       | Harvey Cohn                                             | nicht ausgetragen                      | DNS Keine Punkte, Mannschaft=10         | 15:40,2 Keine Punkte, Mannschaft=19 |
| 5 Meilen (8047 m)                 | Achter           | Frederick Bellars                                       | nicht ausgetragen                      | k. A. Zweiter, zweites Halbfinale       | k. A.                               |
| 5 Meilen (8047 m)                 | Zehnter-Zwölfter | Edward Carr                                             | nicht ausgetragen                      | k. A. Zweiter, drittes Halbfinale       | DNS                                 |
| 5 Meilen (8047 m)                 | Halbfinalist     | Charles Hall                                            | nicht ausgetragen                      | k. A. Vierter, drittes Halbfinale       | nicht erreicht                      |
| Marathon                          | Olympiasieger    | Johnny Hayes                                            | nicht ausgetragen                      | nicht ausgetragen                       | 2:55:18,4                           |
| Marathon                          | Dritter          | Joseph Forshaw                                          | nicht ausgetragen                      | nicht ausgetragen                       | 2:57:10,4                           |
| Marathon                          | Vierter          | Alton Welton                                            | nicht ausgetragen                      | nicht ausgetragen                       | 2:59:44,4                           |
| Marathon                          | Neunter          | Lewis Tewanina                                          | nicht ausgetragen                      | nicht ausgetragen                       | 3:09:15,0                           |
| Marathon                          | 14.              | Sidney Hatch                                            | nicht ausgetragen                      | nicht ausgetragen                       | 3:17:52,4                           |
| Marathon                          | —                | Tom Morrissey                                           | nicht ausgetragen                      | nicht ausgetragen                       | DNF                                 |
| Marathon                          | —                | Michael J. Ryan                                         | nicht ausgetragen                      | nicht ausgetragen                       | DNF                                 |
| Marathon                          | —                | J. J. Lee                                               | nicht ausgetragen                      | nicht ausgetragen                       | DNS                                 |
| Marathon                          | —                | F. Lorz                                                 | nicht ausgetragen                      | nicht ausgetragen                       | DNS                                 |
| Marathon                          | —                | W. O’Mara                                               | nicht ausgetragen                      | nicht ausgetragen                       | DNS                                 |
| Marathon                          | —                | Alexander Thibeau                                       | nicht ausgetragen                      | nicht ausgetragen                       | DNS                                 |
| Marathon                          | —                | W. Wood                                                 | nicht ausgetragen                      | nicht ausgetragen                       | DNS                                 |
| Disziplin                         | Platz            | Athlet(en)                                              |                                        |                                         | Höhe/Weite                          |
| Männer                            |                  |                                                         |                                        |                                         |                                     |
| Hochsprung                        | Olympiasieger    | Harry Porter                                            | nicht ausgetragen                      | nicht ausgetragen                       | 1,90 m                              |
| Hochsprung                        | Fünfter          | Herbert Gidney                                          | nicht ausgetragen                      | nicht ausgetragen                       | 1,85 m                              |
| Hochsprung                        | Fünfter          | Tom Moffitt                                             | nicht ausgetragen                      | nicht ausgetragen                       | 1,85 m                              |
| Hochsprung                        | Siebter          | Neil Patterson                                          | nicht ausgetragen                      | nicht ausgetragen                       | 1,83 m                              |
| Weitsprung                        | Olympiasieger    | Frank Irons                                             | nicht ausgetragen                      | nicht ausgetragen                       | 7,48 m                              |
| Weitsprung                        | Zweiter          | Daniel Kelly                                            | nicht ausgetragen                      | nicht ausgetragen                       | 7,09 m                              |
| Weitsprung                        | Vierter          | Edward Cook                                             | nicht ausgetragen                      | nicht ausgetragen                       | 6,97 m                              |
| Weitsprung                        | Fünfter          | John Brennan                                            | nicht ausgetragen                      | nicht ausgetragen                       | 6,86 m                              |
| Weitsprung                        | Siebter          | Frank Mount Pleasant                                    | nicht ausgetragen                      | nicht ausgetragen                       | 6,82 m                              |
| Weitsprung                        | Zwölfter         | Sam Bellah                                              | nicht ausgetragen                      | nicht ausgetragen                       | 6,64 m                              |
| Weitsprung                        | 21.–32.          | John O’Connell                                          | nicht ausgetragen                      | nicht ausgetragen                       | k. A.                               |
| Dreisprung                        | Fünfter          | Platt Adams                                             | nicht ausgetragen                      | nicht ausgetragen                       | 14,07 m                             |
| Dreisprung                        | Sechster         | Frank Mount Pleasant                                    | nicht ausgetragen                      | nicht ausgetragen                       | 13,97 m                             |
| Dreisprung                        | Achter           | John Brennan                                            | nicht ausgetragen                      | nicht ausgetragen                       | 13,59 m                             |
| Dreisprung                        | Neunter          | Martin Sheridan                                         | nicht ausgetragen                      | nicht ausgetragen                       | 13,42 m                             |
| Dreisprung                        | 16.              | Frank Irons                                             | nicht ausgetragen                      | nicht ausgetragen                       | 12,67 m                             |
| Dreisprung                        | 17.              | Sam Bellah                                              | nicht ausgetragen                      | nicht ausgetragen                       | 12,55 m                             |
| Dreisprung                        | 18.–20.          | Nathaniel Sherman                                       | nicht ausgetragen                      | nicht ausgetragen                       | k. A.                               |
| Stabhochsprung                    | Olympiasieger    | Edward Cook                                             | nicht ausgetragen                      | nicht ausgetragen                       | 3,71 m                              |
| Stabhochsprung                    | Olympiasieger    | Alfred Carlton Gilbert                                  | nicht ausgetragen                      | nicht ausgetragen                       | 3,71 m                              |
| Stabhochsprung                    | Dritter          | Charles Jacobs                                          | nicht ausgetragen                      | nicht ausgetragen                       | 3,58 m                              |
| Stabhochsprung                    | Sechster         | Sam Bellah                                              | nicht ausgetragen                      | nicht ausgetragen                       | 3,50 m                              |
| Stabhochsprung                    | Zwölfter         | Thomas Jackson                                          | nicht ausgetragen                      | nicht ausgetragen                       | 3,05 m                              |
| Standhochsprung                   | Olympiasieger    | Ray Ewry                                                | nicht ausgetragen                      | nicht ausgetragen                       | 1,57 m                              |
| Standhochsprung                   | Zweiter          | John Biller                                             | nicht ausgetragen                      | nicht ausgetragen                       | 1,55 m                              |
| Standhochsprung                   | Vierter          | Frank Holmes                                            | nicht ausgetragen                      | nicht ausgetragen                       | 1,52 m                              |
| Standhochsprung                   | Fünfter          | Platt Adams                                             | nicht ausgetragen                      | nicht ausgetragen                       | 1,47 m                              |
| Standhochsprung                   | Achter           | Frank Irons                                             | nicht ausgetragen                      | nicht ausgetragen                       | 1,42 m                              |
| Standhochsprung                   | 16.              | Martin Sheridan                                         | nicht ausgetragen                      | nicht ausgetragen                       | 1,37 m                              |
| Standhochsprung                   | 19.–23.          | Lawson Robertson                                        | nicht ausgetragen                      | nicht ausgetragen                       | k. A.                               |
| Standweitsprung                   | Olympiasieger    | Ray Ewry                                                | nicht ausgetragen                      | nicht ausgetragen                       | 3,33 m                              |
| Standweitsprung                   | Dritter          | Martin Sheridan                                         | nicht ausgetragen                      | nicht ausgetragen                       | 3,23 m                              |
| Standweitsprung                   | Vierter          | John Biller                                             | nicht ausgetragen                      | nicht ausgetragen                       | 3,21 m                              |
| Standweitsprung                   | Sechster         | Platt Adams                                             | nicht ausgetragen                      | nicht ausgetragen                       | 3,11 m                              |
| Standweitsprung                   | Sechster         | Leroy Holmes                                            | nicht ausgetragen                      | nicht ausgetragen                       | 3,11 m                              |
| Standweitsprung                   | Achter-25.       | Frank Irons                                             | nicht ausgetragen                      | nicht ausgetragen                       | k. A.                               |
| Standweitsprung                   | Achter-25.       | Sigmund Muenz                                           | nicht ausgetragen                      | nicht ausgetragen                       | k. A.                               |
| Disziplin                         | Platz            | Athlet(en)                                              |                                        |                                         | Distanz                             |
| Männer                            |                  |                                                         |                                        |                                         |                                     |
| Kugelstoßen                       | Olympiasieger    | Ralph Rose                                              | nicht ausgetragen                      | nicht ausgetragen                       | 14,21 m                             |
| Kugelstoßen                       | Dritter          | John Garrels                                            | nicht ausgetragen                      | nicht ausgetragen                       | 13,18 m                             |
| Kugelstoßen                       | Vierter          | Wesley Coe                                              | nicht ausgetragen                      | nicht ausgetragen                       | 13,07 m                             |
| Kugelstoßen                       | Sechster         | Bill Horr                                               | nicht ausgetragen                      | nicht ausgetragen                       | 12,83 m                             |
| Kugelstoßen                       | Achter           | Lee Talbott                                             | nicht ausgetragen                      | nicht ausgetragen                       | 11,63 m                             |
| Kugelstoßen                       | Neunter-25.      | Wilbur Burroughs                                        | nicht ausgetragen                      | nicht ausgetragen                       | k. A.                               |
| Kugelstoßen                       | Neunter-25.      | Martin Sheridan                                         | nicht ausgetragen                      | nicht ausgetragen                       | k. A.                               |
| Diskuswurf (freier Stil)          | Olympiasieger    | Martin Sheridan                                         | nicht ausgetragen                      | nicht ausgetragen                       | 40,89 m                             |
| Diskuswurf (freier Stil)          | Zweiter          | Merritt Giffin                                          | nicht ausgetragen                      | nicht ausgetragen                       | 40,70 m                             |
| Diskuswurf (freier Stil)          | Dritter          | Bill Horr                                               | nicht ausgetragen                      | nicht ausgetragen                       | 39,45 m                             |
| Diskuswurf (freier Stil)          | Fünfter          | Arthur Dearborn                                         | nicht ausgetragen                      | nicht ausgetragen                       | 38,52 m                             |
| Diskuswurf (freier Stil)          | Sechster         | Lee Talbott                                             | nicht ausgetragen                      | nicht ausgetragen                       | 38,40 m                             |
| Diskuswurf (freier Stil)          | Neunter          | John Flanagan                                           | nicht ausgetragen                      | nicht ausgetragen                       | 37,80 m                             |
| Diskuswurf (freier Stil)          | Zehnter          | Wilbur Burroughs                                        | nicht ausgetragen                      | nicht ausgetragen                       | 37,43 m                             |
| Diskuswurf (freier Stil)          | Zwölfter-42.     | Platt Adams                                             | nicht ausgetragen                      | nicht ausgetragen                       | k. A.                               |
| Diskuswurf (freier Stil)          | Zwölfter-42.     | John Garrels                                            | nicht ausgetragen                      | nicht ausgetragen                       | k. A.                               |
| Diskuswurf (freier Stil)          | Zwölfter-42.     | Simon Gillis                                            | nicht ausgetragen                      | nicht ausgetragen                       | k. A.                               |
| Hammerwurf                        | Olympiasieger    | John Flanagan                                           | nicht ausgetragen                      | nicht ausgetragen                       | 51,92 m                             |
| Hammerwurf                        | Zweiter          | Matthew McGrath                                         | nicht ausgetragen                      | nicht ausgetragen                       | 51,18 m                             |
| Hammerwurf                        | Fünfter          | Lee Talbott                                             | nicht ausgetragen                      | nicht ausgetragen                       | 47,86 m                             |
| Hammerwurf                        | Sechster         | Bill Horr                                               | nicht ausgetragen                      | nicht ausgetragen                       | 46,97 m                             |
| Hammerwurf                        | Siebter          | Simon Gillis                                            | nicht ausgetragen                      | nicht ausgetragen                       | 45,59 m                             |
| Hammerwurf                        | Zehnter-19.      | Benjamin Sherman                                        | nicht ausgetragen                      | nicht ausgetragen                       | k. A.                               |
| Diskuswurf (griechischer Stil)    | Olympiasieger    | Martin Sheridan                                         | nicht ausgetragen                      | nicht ausgetragen                       | 37,99 m                             |
| Diskuswurf (griechischer Stil)    | Zweiter          | Bill Horr                                               | nicht ausgetragen                      | nicht ausgetragen                       | 37,32 m                             |
| Diskuswurf (griechischer Stil)    | Vierter          | Arthur Dearborn                                         | nicht ausgetragen                      | nicht ausgetragen                       | 35,65 m                             |
| Diskuswurf (griechischer Stil)    | Achter           | Wilbur Burroughs                                        | nicht ausgetragen                      | nicht ausgetragen                       | 32,81 m                             |
| Diskuswurf (griechischer Stil)    | Elfter-23.       | Platt Adams                                             | nicht ausgetragen                      | nicht ausgetragen                       | k. A.                               |
| Diskuswurf (griechischer Stil)    | Elfter-23.       | John Garrels                                            | nicht ausgetragen                      | nicht ausgetragen                       | k. A.                               |

### Radsport
| Disziplin                        | Platz        | Athlet(en)               | Vorrunde                   | Halbfinale                          | Finale         |
| -------------------------------- | ------------ | ------------------------ | -------------------------- | ----------------------------------- | -------------- |
| Männer                           |              |                          |                            |                                     |                |
| 660 Yards (603,491 m)            | Halbfinalist | George Cameron           | 1:05,2 Erster, 15. Vorlauf | k. A. Dritter, drittes Halbfinale   | nicht erreicht |
| 20 km                            | Vierter      | Louis Weintz             | nicht ausgetragen          | 33:39,8 Erster, drittes Halbfinale  | k. A.          |
| 20 km                            | Halbfinalist | George Cameron           | nicht ausgetragen          | 33:39,2 Zweiter, viertes Halbfinale | nicht erreicht |
| 100 km                           | —            | Louis Weintz             | nicht ausgetragen          | DNF —, zweites Halbfinale           | nicht erreicht |
| 1980 Yards Mannschaftsverfolgung | —            | Vier unbekannte Sportler | DNS —, zweiter Vorlauf     | nicht erreicht                      | nicht erreicht |

### Ringen
| Disziplin                   | Platz         | Athlet             | Achtelfinale           | Viertelfinale            | Halbfinale     | Finale         |
| --------------------------- | ------------- | ------------------ | ---------------------- | ------------------------ | -------------- | -------------- |
| Männer                      |               |                    |                        |                          |                |                |
| Freistil                    |               |                    |                        |                          |                |                |
| Bantamgewicht (bis 54 kg)   | Olympiasieger | George Mehnert     | Freilos                | Besiegte Sprenger        | Besiegte Côté  | Besiegte Press |
| Federgewicht (bis 60,3 kg)  | Olympiasieger | George Dole        | Besiegte Cockings      | Besiegte Webster         | Besiegte McKie | Besiegte Slim  |
| Leichtgewicht (bis 66,6 kg) | Fünfter       | John Krug          | Besiegte Hoy           | Verlor gegen Wood        | nicht erreicht | nicht erreicht |
| Mittelgewicht (bis 73 kg)   | Fünfter       | John Craige        | Freilos                | Verloren gegen Andersson | nicht erreicht | nicht erreicht |
| Mittelgewicht (bis 73 kg)   | Fünfter       | Frederico Narganes | Freilos                | Verloren gegen Beck      | nicht erreicht | nicht erreicht |
| Schwergewicht (über 73 kg)  | Neunter       | Lee Talbott        | Verloren gegen O’Kelly | nicht erreicht           | nicht erreicht | nicht erreicht |

### Schießen

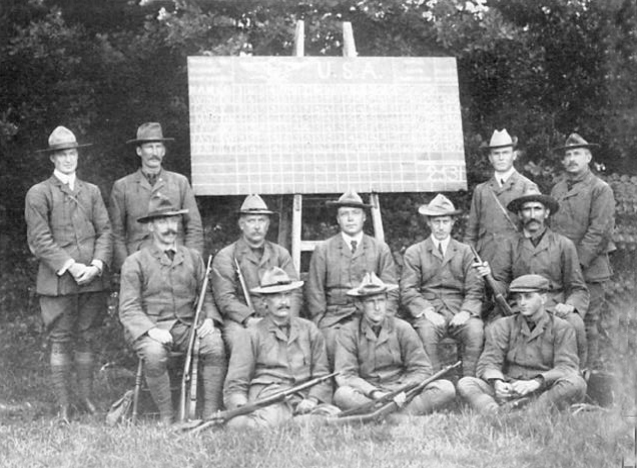
Die US-Mannschaft im Schießen mit dem Armeegewehr

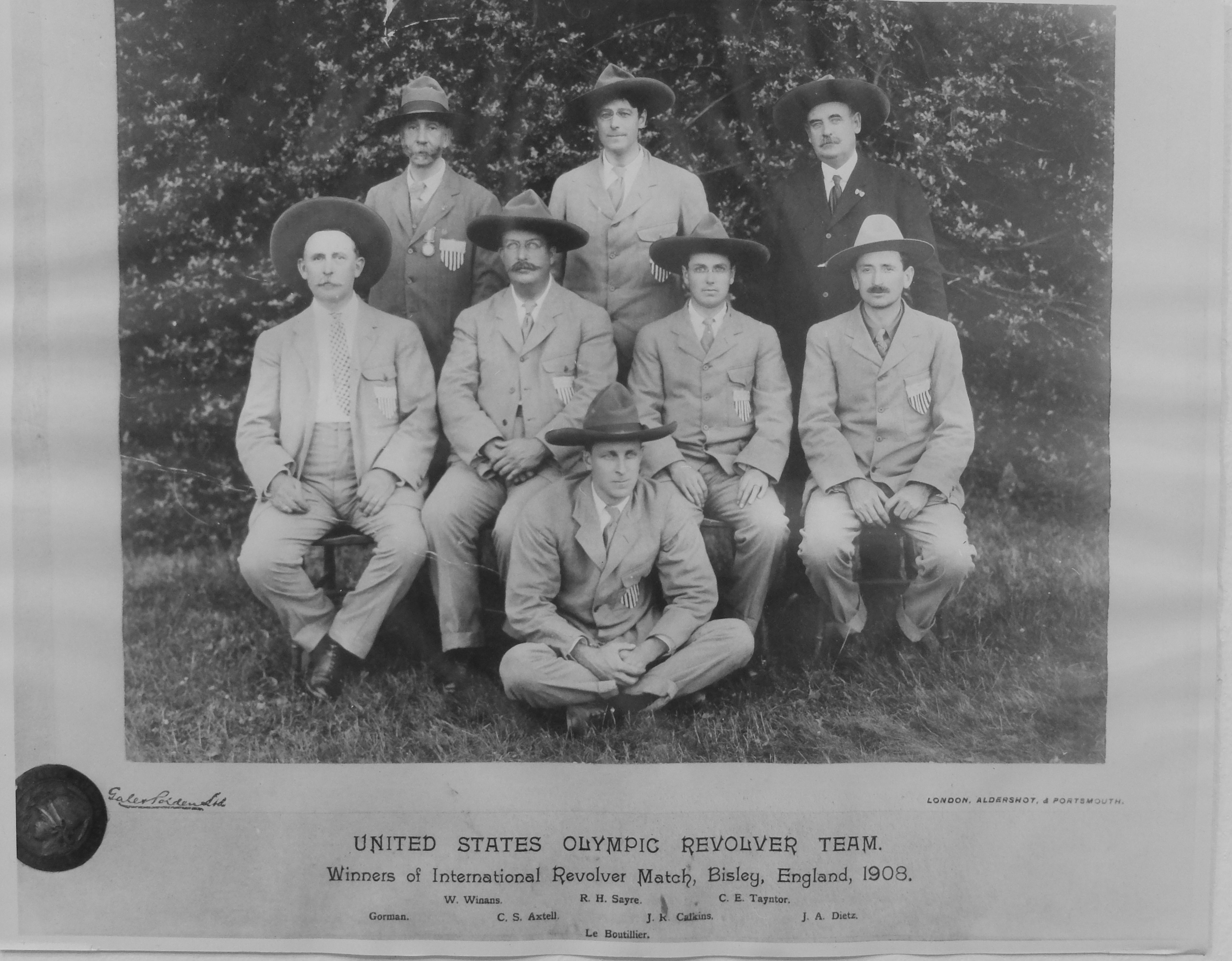
Das US-amerikanische Team der Revolverschützen

| Disziplin                               | Platz         | Athlet(en)                                                                                 | Punkte |
| --------------------------------------- | ------------- | ------------------------------------------------------------------------------------------ | ------ |
| Männer                                  |               |                                                                                            |        |
| Armeegewehr                             | Zweiter       | Kellogg Casey                                                                              | 93     |
| Armeegewehr                             | Elfter        | William Leushner                                                                           | 89     |
| Armeegewehr                             | 13.           | Charles Benedict                                                                           | 88     |
| Armeegewehr                             | 13.           | Ivan Eastman                                                                               | 88     |
| Armeegewehr                             | 13.           | Charles Jeffers                                                                            | 88     |
| Armeegewehr                             | 16.           | Charles Winder                                                                             | 87     |
| Armeegewehr                             | 19.           | Harry Simon                                                                                | 86     |
| Armeegewehr                             | 24.           | Edward Green                                                                               | 84     |
| Armeegewehr                             | 24.           | John Hessian                                                                               | 84     |
| Freies Gewehr Dreistellungskampf        | Zweiter       | Harry Simon                                                                                | 887    |
| Freies Gewehr Dreistellungskampf        | 16.           | Edward Green                                                                               | 792    |
| Freies Gewehr Dreistellungskampf        | 29.           | John Hessian                                                                               | 746    |
| Armeegewehr Mannschaft                  | Olympiasieger | William Leushner William Martin Charles Winder Kellogg Casey Ivan Eastman Charles Benedict | 2537   |
| Kleinkalibergewehr bewegliches Ziel     | Zehnter       | Walter Winans                                                                              | 13     |
| Kleinkalibergewehr verschwindendes Ziel | 19.           | Walter Winans                                                                              | 30     |
| Laufender Hirsch Einzelschuss           | Sechster      | Walter Winans                                                                              | 21     |
| Laufender Hirsch Doppelschuss           | Olympiasieger | Walter Winans                                                                              | 46     |
| Revolver und Pistole                    | Dritter       | James Gorman                                                                               | 485    |
| Revolver und Pistole                    | Vierter       | Charles Axtell                                                                             | 480    |
| Revolver und Pistole                    | Achter        | Irving Calkins                                                                             | 457    |
| Revolver und Pistole                    | Neunter       | John Dietz                                                                                 | 455    |
| Revolver und Pistole                    | 19.           | Thomas LeBoutillier                                                                        | 436    |
| Revolver und Pistole                    | 21.           | Reginald Sayre                                                                             | 430    |
| Revolver und Pistole                    | 38.           | Walter Winans                                                                              | 368    |
| Schnellfeuerpistole Mannschaft          | Olympiasieger | James Gorman Irving Calkins John Dietz Charles Axtell                                      | 1914   |

### Schwimmen
| Disziplin          | Platz         | Athlet(en)                                            | Vorlauf                                | Halbfinale                          | Finale         |
| ------------------ | ------------- | ----------------------------------------------------- | -------------------------------------- | ----------------------------------- | -------------- |
| Männer             |               |                                                       |                                        |                                     |                |
| 100 m Freistil     | Olympiasieger | Charles Daniels                                       | 1:05,8 Erster, fünfter Vorlauf         | 1:10,2 Erster, zweites Halbfinale   | 1:05,6         |
| 100 m Freistil     | Vierter       | Leslie Rich                                           | 1:14,6 Erster, neunter Vorlauf         | 1:10,8 Zweiter, zweites Halbfinale  | k. A.          |
| 100 m Freistil     | Halbfinalist  | Harry Hebner                                          | 1:11,0 Erster, sechster Vorlauf        | 1:11,8 Dritter, erstes Halbfinale   | nicht erreicht |
| 100 m Freistil     | Vorläufe      | Conrad Trubenbach                                     | k. A. Dritter-Fünfter, zweiter Vorlauf | nicht erreicht                      | nicht erreicht |
| 100 m Freistil     | Vorläufe      | Robert Foster                                         | k. A. Dritter-Vierter, vierter Vorlauf | nicht erreicht                      | nicht erreicht |
| 400 m Freistil     | Vorläufe      | Budd Goodwin                                          | k. A. Dritter, erster Vorlauf          | nicht erreicht                      | nicht erreicht |
| 400 m Freistil     | Vorläufe      | Conrad Trubenbach                                     | k. A. Dritter, vierter Vorlauf         | nicht erreicht                      | nicht erreicht |
| 1500 m Freistil    | Vorläufe      | James Greene                                          | 28:09,0 Zweiter, fünfter Vorlauf       | nicht erreicht                      | nicht erreicht |
| 100 m Rücken       | Vorläufe      | Augustus Goessling                                    | 1:29,0 Zweiter, sechster Vorlauf       | nicht erreicht                      | nicht erreicht |
| 200 m Brust        | Vorläufe      | Augustus Goessling                                    | k. A. Dritter, zweiter Vorlauf         | nicht erreicht                      | nicht erreicht |
| 4 × 200 m Freistil | Dritter       | Harry Hebner Budd Goodwin Charles Daniels Leslie Rich | nicht ausgetragen                      | 11:01,4 Zweiter, zweites Halbfinale | 11:02,8        |

### Tauziehen
| Disziplin | Platz   | Athleten | Viertelfinale                                       | Halbfinale     | Finale         |
| --------- | ------- | --- | --------------------------------------------------- | -------------- | -------------- |
| Männer    |         | |                                                     |                |                |
| Männer    | Fünfter | Wilbur Burroughs, Wesley Coe, Arthur Dearborn, John Flanagan Bill Horr, Matthew McGrath, Ralph Rose, Lee Talbott | Verloren gegen Großbritannien City of London Police | nicht erreicht | nicht erreicht |

### Wasserspringen
| Disziplin     | Platz   | Athlet         | Vorrunde                              | Halbfinale                               | Finale         |
| ------------- | ------- | -------------- | ------------------------------------- | ---------------------------------------- | -------------- |
| Männer        |         |                |                                       |                                          |                |
| Turmspringen  | Fünfter | George Gaidzik | 81,80 Punkte Erster, erster Vorlauf   | 61,0 Punkte Dritter, zweites Halbfinale  | 56,30 Punkte   |
| Turmspringen  | 18.     | Harold Grote   | 62,80 Punkte Dritter, fünfter Vorlauf | nicht erreicht                           | nicht erreicht |
| Kunstspringen | Dritter | George Gaidzik | 82,80 Punkte Erster, erste Vorrunde   | 85,60 Punkte Erster, zweites Halbfinale  | 80,80 Punkte   |
| Kunstspringen | Neunter | Harold Grote   | 79,50 Punkte Zweiter, fünfte Vorrunde | 74,50 Punkte Fünfter, zweites Halbfinale | nicht erreicht |